# Итабуна
Итабу̀на (на португалски: Itabuna) е град в Североизточна Бразилия, щат Баия. Намира се на 54 m надморска височина и на 15 km западно от брега на Атлантическия океан и град Илеус. Основан е през 1910 г. и се разраства по време на бума в производството на какао в началото на 20 век. Населението му е 219 266 души по данни от преброяването през 2009 г.

## Личности
Родени
- Жоржи Амаду (1912-2001), бразилски писател